# Morro d'Alba
Morro d'Alba és un comune (municipi) de la província d'Ancona, a la regió italiana de les Marques, situat a 25 quilòmetres a l'oest d'Ancona. A 1 de gener de 2019 la seva població era de 1.854 habitants.
Morro d'Alba limita amb els següents municipis: Belvedere Ostrense, Monte San Vito, San Marcello i Senigallia.